# Back-seat driver
Back-seat driver (Бек-сіт драйвер, водій на задньому сидінні, також пишеться як backseat driver) — це пасажир транспортного засобу, який не контролює транспортний засіб, але надмірно коментує дії та рішення водія, намагаючись керувати транспортним засобом. Водій на задньому сидінні може почуватися некомфортно з приводу навичок водія, не відчувати контролю за ситуацією, оскільки він не керує транспортним засобом, або хотіти навчати водія, коли той знаходиться за кермом. Багато хто коментує швидкість автомобіля або надає альтернативні напрямки.
Деякі водії на задньому сидінні демонструють таку поведінку просто тому, що вони відчувають, що водій обирає ризик, на який вони зазвичай не пішли б, тоді як інші можуть мати інші причини нервувати, наприклад, коли водій погано керує транспортним засобом. Опитування 2000 британських водіїв на початку 2018 року показало, що 70 % автомобілістів вважали водіння на задньому сидінні дратуючою звичкою, і що супутники життя були тими, хто найчастіше виступав в якості водія на задньому сидінні. Хоча лише 21 % автомобілістів зізналися, що поводились як водій на задньому сидінні, половина автомобілістів сказала, що вони сварилися через коментарі, що заважають керуванню транспортним засобом, а п'ять відсотків зізналися, що випадково проїхали на червоне світло під час сварки з водієм на задньому сидінні.
Використання цього терміна виходить за рамки буквального; «водій на задньому сидінні» в переносному значенні — це той, хто пропонує непрохані поради, вказівки чи допомогу в ситуації, коли хтось інший зайнятий якоюсь справою.

## Приклади в контексті
Термін використовувався для технологій, таких як пристрої, встановлені в автомобілі, які спостерігають за керуванням за допомогою електронних засобів та інформують водія або третю сторону.
Міністерство транспорту штату Мен розмістило веб-постер «Ви хороший водій на задньому сидінні?» запитуючи: «Правда чи неправда: бути водієм на задньому сидінні означає, що можна шуміти або відволікати водія, якщо ви даєте йому поради щодо безпеки». Inland Register, створений Римсько-католицькою єпархією Спокан, використовує цей термін в проповіді: «Навіть наша фраза „водій на задньому сидінні“ відображає цю новознайдену свободу. Кому з нас, хто отримав статус водія, подобається пасажир, особливо той, хто знаходиться в недосяжності на задньому сидінні, і який стверджує що вміє водити краще за нас?»
Стаття The Art of being a Backseat Driver в газеті San Bernardino County Sun підсумовує різні коментарі, подібні до того, що можна знайти в багатьох блогах. Деякі з них є спеціалізованими, як-от блог Back Seat Driving, відомий в минулому як «LA Car Blog».

## Вияви в культурі
Цей термін використовується в серіалі Invader Zim «Водії на задньому сидінні» з «Поза зірками». Вірш «The Backseat Driver» Паріка Дж. Г'юза з'являється на BBC Північної Ірландії.
Акт надання вказівок водієві використовувався як гумористична ідея для гри. 19 липня 2006 року в All Things Considered на NPR є звіт про «Змагання водіїв на задніх сидіннях у Форест-Сіті, штат Айова. [...] Ця подія, під час якої водій мчить заднім ходом із зав'язаними очима та отримує вказівки від голосу напарника по інтеркому, триває восьмий рік поспіль». Цей факт навіть було помічено People's Daily.
У епізоді 3 сезону «Могутніх рейнджерів» Master Vile і Metallic Armor показав, що Ріто був водієм на задньому сидінні. Він запитує майстра Вайла: «Ми вже приїхали?» і дратував його. Майстер Вайл кричить на Ріто за скиглення та не дозволяє йому спокійно працювати. Майстер Вайл погрожує повернути Космічного Черепа та відіслати його назад до Ріта та Зедда, якщо він не буде поводитися пристойно.
Кілька епізодів у телесеріалі «Могутні рейнджери Зео» показують приклад водіїв на задньому сидінні з Ритою Репулсою та Голдаром у будинку на колесах, яку вони ділять з лордом Зеддом, Фінстером і Ріто. Повертаючись до палацу, постійні вимоги Ріти призводять до пробитого колеса, у чому вони з Зеддом звинувачують одне одного. Після лагодження шини та повернення назад Голдар з'являється з картою, яка потрібна Зедду, і ненавмисно стає ще одним водієм на задньому сидінні, надмірно намагаючись допомогти їм із картою, що призводить до ще одного спущеного колеса. Природно, Ріта і Зедд звинувачують його в безладі. Іншим прикладом водія на задньому сидінні є Ріто, чиї постійні запити «Ми вже приїхали?» викликали роздратування і Зедда, і Ріти до такої міри, що вони погрожували вигнати його з дому на колесах і змусити пройти решту шляху до їхнього кемпінгу пішки, якщо він не буде поводиться пристойно. У «Рейнджерах з двох світів» Голдар і Ріто стали водіями на задньому сидінні. Вони посварились з приводу того, хто де буде сидіти, збили будинок на колесах зі шляху і завадили спробі Ріти знову перетворити Кетрін на Катастрофу, а натомість перетворили її сумочку на монстра.
Джеймс Бонд у Tomorrow Never Dies змушений стрибнути на заднє сидіння свого BMW 750il і керувати ним за допомогою мобільного телефону, який може дистанційно керувати автомобілем. Пізніше у фільмі він і Вай Лін разом закуті в наручники та повинні разом їздити на мотоциклі, постійно сварячись.
У попередніх епізодах Сімпсонів показано приклади водіїв на задньому сидінні  у вигляді Барта та Лізи, які без перерви дратують Гомера своїми запитаннями: «Ми вже приїхали?», через що він розмовляє з ними роздратовано[вкажіть автора]. Одного разу в епізоді 2 сезону «О, брате, де ти?», коли Мардж їхала в Детройт, щоб відвідати Герба Пауелла, їй урвався терпець, коли Барт і Ліза були водіями на задньому сидінні[вкажіть автора].

## Споріднені ідіоми
Квотербек у кріслі означає спортивного вболівальника, який вважає, що він знає як грати краще, ніж самі гравці, і завжди готовий викрикнути поради, незалежно від місцезнаходження — на стадіоні або, частіше, сидячи вдома в кріслі (отже, «крісло»).  Подібним чином, фраза armchair general використовується для позначення когось, хто не є військовим, але вважає, що він знає краще, ніж генерали, які планують військові операції. Цей термін можна використовувати в багатьох тих самих ситуаціях, що й водій на задньому сидінні. В Італії термін umarell відноситься до чоловіків пенсійного віку, які проводять час, спостерігаючи за дорожніми роботами, пропонуючи небажані поради, подібно до «контролера тротуарів» англійською мовою.